# Riserva naturale Macchia della Giumenta - San Salvatore
La riserva naturale Macchia della Giumenta - San Salvatore è un'area naturale protetta situata nella provincia di Cosenza, all'interno del Parco nazionale della Sila.
La riserva occupa una superficie di 323,00 ettari ed è stata istituita nel 1977.
Situata tra la Sila Grande e la Sila Greca, nel comune di Bocchigliero, è una riserva dove vegetano numerose ed importanti soggetti vegetali.La foresta è composta da fustaia pura di Pinus nigra var. laricio (pino laricio) in parte derivante da 
un rimboschimento. Lungo i fossi e nelle zone ove affiorano delle sorgenti si riscontrano gruppi di 
Alnus glutinosa (ontano nero), Populus tremula (pioppo tremulo) e Fagus sylvatica (faggio). Nella Riserva  nidificano numerosi uccelli.